# Калчешти (Горж)
Калчешти (рум. Câlcești) насеље је у Румунији у округу Горж у општини Годинешти. Oпштина се налази на надморској висини од 191 m.

## Становништво
Према подацима из 2002. године у насељу је живело 272 становника, од којих су сви румунске националности.